# Agence Bénin Presse
Agence Bénin Presse (ABP) — офіційне інформаційне агентство уряду Беніну.

## Історія
ABP була заснована в 1961 році. Відповідними законами, які регулюють це, є Закон № 94-009 від 28/07/1994 та Указ № 2005-790 від 29/12/2005.